# Уряд Кабо-Верде
Уряд Кабо-Верде — вищий орган виконавчої влади Кабо-Верде.

## Голова уряду
- Прем'єр-міністр — Уліссес Коррея і Сілва (англ. Ulisses Correia e Silva).

## Кабінет міністрів
Склад чинного уряду подано станом на 9 листопада 2016 року.
| Логотип | Міністерство                                           | Міністр                                         | Фото | Час на посаді | Час на посаді | Партія | Партія | Вебсайт |
| ------- | ------------------------------------------------------ | ----------------------------------------------- | ---- | ------------- | ------------- | ------ | ------ | ------- |
|         | Міністерство внутрішніх справ                          | Пауло Роша (Paulo Rocha)                        |      |               |               |        |        |         |
|         | Міністерство економіки                                 | Жозе Гонсалвес (Jose Goncalves)                 |      |               |               |        |        |         |
|         | Міністерство закордонних справ, оборони і громад       | Луїс Філіпе Таварес (Luis Filipe Tavares)       |      |               |               |        |        |         |
|         | Міністерство інфраструктури                            | Евніс Сілва (Eunice Silva)                      |      |               |               |        |        |         |
|         | Міністерство культури і медіа                          | Абрао Вісенте (Abraao Vicente)                  |      |               |               |        |        |         |
|         | Міністерство освіти                                    | Маріца Росабаль (Maritza Rosabal)               |      |               |               |        |        |         |
|         | Міністерство охорони здоров'я і соціальної безпеки     | Арліндо ду Розаріо (Arlindo do Rosario)         |      |               |               |        |        |         |
|         | Міністерство сільського господарства і екології        | Жільберту Сілва (Gilberto Silva)                |      |               |               |        |        |         |
|         | Міністерство у справах президента, парламенту і спорту | Фернанду Елізіо Фрейре (Fernando Elisio Freire) |      |               |               |        |        |         |
|         | Міністерство фінансів                                  | Олаво Коррея (Olavo Correia)                    |      |               |               |        |        |         |
|         | Міністерство юстиції                                   | Жанін Леліс (Janine Lelis)                      |      |               |               |        |        |         |